# Belgia na Letnich Igrzyskach Olimpijskich 1964
Belgię na Letnich Igrzyskach Olimpijskich 1964 reprezentowało 61  zawodników.

## Zdobyte medale
| Medal | Zawodnik         | Dyscyplina    | Konkurencja                             |
| ----- | ---------------- | ------------- | --------------------------------------- |
| Złoto | Gaston Roelants  | Lekkoatletyka | 3000 m z przeszkodami                   |
| Złoto | Patrick Sercu    | Kolarstwo     | 1000 m ze startu zatrzymanego           |
| Brąz  | Walter Godefroot | Kolarstwo     | Wyścig indywidualny ze startu wspólnego |